# Боят настана
Маршът Боят настана известен и като Песен на панагюрските въстаници е български военен марш, чиито текст е заимстван от „Панагюрските въстаници“ – творба от първата стихосбирка на Иван Вазов, която е „Пряпорец и гусла“.